# Konstantin Eduardowitsch Bronsit

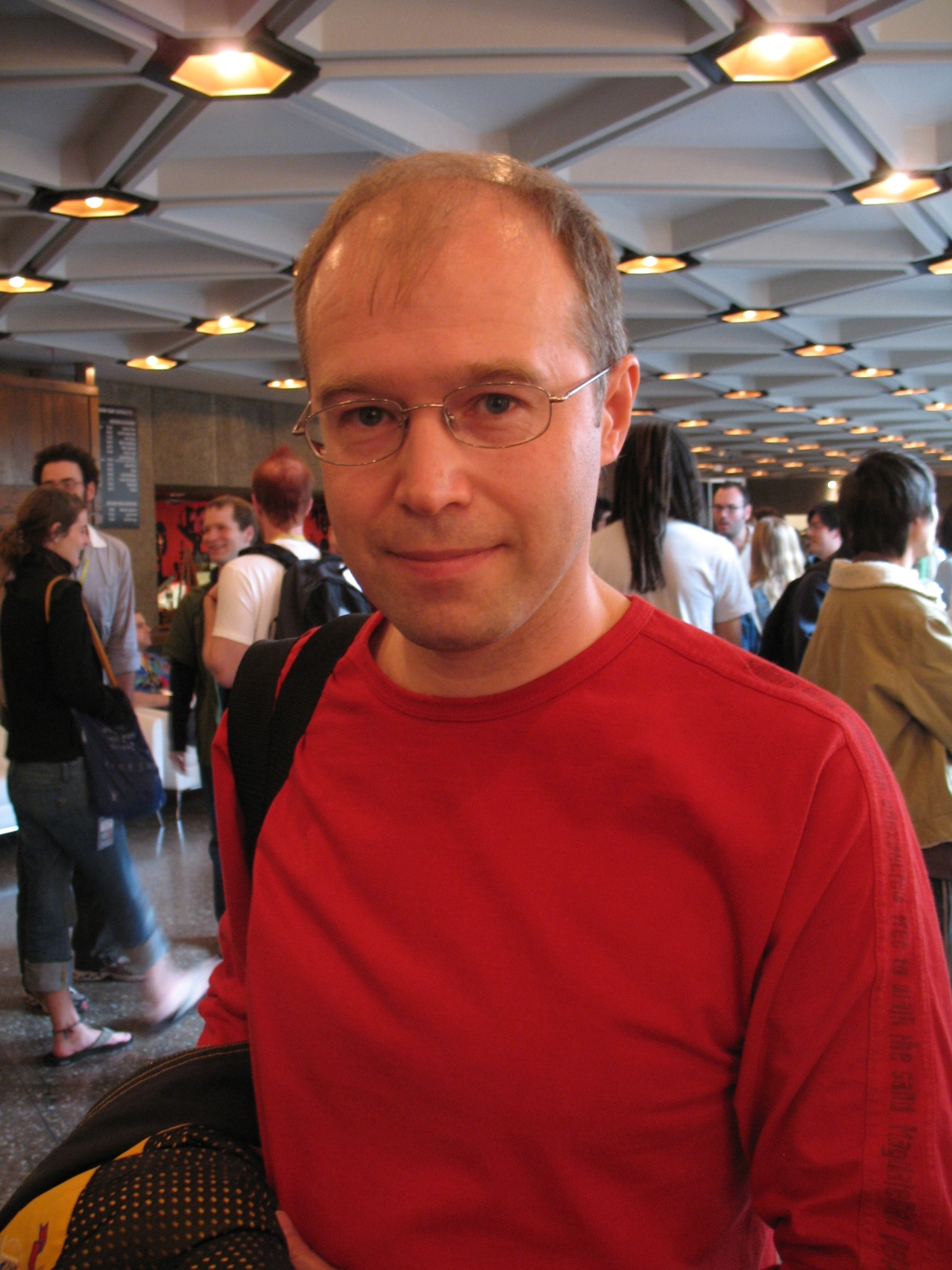
Konstantin Bronsit 2006

Konstantin Eduardowitsch Bronsit (russisch Константин Эдуардович Бронзит; * 12. April 1965 in Leningrad) ist ein russischer Filmregisseur und Animator.

## Leben
Bronsit kam als Sohn einer Krankenschwester und eines Optomechanikers in Leningrad zur Welt. Schon während der Schulzeit wurde sein Zeichentalent entdeckt, sodass er ab der 5. Klasse Kunstschulen besuchte. Er studierte am Repin-Institut für Malerei, Bildhauerei und Architektur in Leningrad bis 1983 Kunst und Gestaltung. Anschließend arbeitete ab 1985 bei Lennautschfilm, wo er als Animator an Erziehungs- und Wissenschaftsfilmen beteiligt war. Hier realisierte er sein Filmdebüt Karusel, in dem er den Kreislauf der Natur – Fliege wird von Frosch gejagt, Frosch wird von Vogel gejagt, während der Vogel vom Jäger gejagt wird, den wiederum am Ende die Fliege vertreibt – animiert darstellte. Ab 1988 war er zudem als Cartoonzeichner für Zeitungen aktiv.
Im Jahr 1992 absolvierte Bronsit die St. Petersburg Higher School of Industrial Art und wurde anschließend bis 1995 Schüler von Fjodor Chitruk, als er in Moskau den Höheren Kurs für Drehbuchautoren und Regisseure besuchte. Bis 1995 war Bronsit als Animator beim Animationsfilmstudio Pilot in Moskau tätig, wo unter anderem die Kurzanimationsfilme Fare-Well! (Пережёвывай!, 1993), Nock-Nock (Тук-тук, 1993) und Pacifier (Пустышка, 1994) entstanden. Ab 1996 arbeitete er bei einem Fernsehstudio im Werbebereich und ging 1998 zum Studio Folimage nach Valence, wo er als Artist in Residence seinen Kurzanimationsfilm Am Ende der Welt schuf. Er erhielt auf internationalen Festivals über 60 Preise und wurde für einen César nominiert. Im Jahr 1999 kehrte Bronsit nach Russland zurück und ist seither künstlerischer Leiter des Animationsfilmstudios Melnitsa in St. Petersburg. Er führte unter anderem beim Langfilm  Aljoscha, der ruhmreiche Recke Regie, der 2004 in die Kinos kam. Für den Kurzanimationsfilm Lavatory Lovestory erhielt Bronsit 2009 eine Oscarnominierung in der Kategorie Bester animierter Kurzfilm. We Can’t Live Without Cosmos, ein Animationsfilm um zwei befreundete Kosmonauten und ihren Alltag aus dem Jahr 2014, wurde auf zahlreichen Festivals ausgezeichnet und gewann 2015 unter anderem den Cristal d’Annecy des Festival d’Animation Annecy. Im Jahr 2016 wurde er für einen Oscar als Bester animierter Kurzfilm nominiert.
Bronsit war einer von mehr als 370 russischen Regisseuren, Produzenten, Drehbuchautoren und Animatoren, die am 26. Februar 2022 in einem offenen Brief die russische Invasion in der Ukraine verurteilten.

## Filmografie (Auswahl)
- 1988: Karusel (Карусель)
- 1991: Memento Mori
- 1993: Fare-Well! (Пережёвывай!)
- 1993: Nock-Nock (Тук-тук)
- 1994: Switchcraft (Свичкрафт)
- 1994: Pacifier (Пустышка)
- 1997: Die Hard
- 1999: Am Ende der Welt (Au bout du monde)
- 2003: Der Gott (Божество)
- 2004: Aljoscha, der ruhmreiche Recke (Алёша Попович и Тугарин Змей)
- 2006: Lavatory Lovestory (Уборная история – любовная история)
- 2014: We Can’t Live Without Cosmos (Мы не можем жить без космоса)

## Auszeichnungen (Auswahl)
- 1995: Cristal d’Annecy, Festival d’Animation Annecy, für Switchcraft
- 1999: Publikumspreis, Anima Mundi Animation Festival, für Die Hard
- 1999: Publikumspreis, Festival d’Animation Annecy, für Am Ende der Welt
- 2000: Silberner Drache, Krakowski Festiwal Filmowy, für Am Ende der Welt
- 2000: Publikumspreis, Filmfest Dresden, für Am Ende der Welt
- 2000: Preis für den witzigsten Film, Trickfilmfestival Stuttgart, für Am Ende der Welt
- 2000: Gordon Bruce Award of Humor, Ottawa International Animation Festival, für Am Ende der Welt
- 2001: César-Nominierung, Bester Kurzfilm, für Am Ende der Welt
- 2004: Preis für den witzigsten Film, Trickfilmfestival Stuttgart, für Der Gott
- 2008: Presse- und Publikumspreis sowie Talent Award, Festival du Court-Métrage de Clermont-Ferrand, für Am Ende der Welt
- 2008: Gold-Hugo-Nominierung, Chicago International Film Festival, für Lavatory Lovestory
- 2009: Oscarnominierung, Bester animierter Kurzfilm, für Lavatory Lovestory
- 2014: Nominierung Grand Prix, Hiroshima Kokusai Animation Festival, für We Can’t Live Without Cosmos
- 2015: Preis für den besten Kurzfilm, Melbourne International Film Festival, für We Can’t Live Without Cosmos
- 2015: Cristal d’Annecy, Festival d’Animation Annecy, für We Can’t Live Without Cosmos
- 2015: Nominierung Nika, bester animierter Kurzfilm, für We Can’t Live Without Cosmos
- 2015: Nominierung Golden Gate Award für den besten animierten Kurzfilm, San Francisco International Film Festival, für We Can’t Live Without Cosmos
- 2015: Grand Prix/Bester Kurzfilm, Tokyo Anime Awards, für We Can’t Live Without Cosmos
- 2016: Oscarnominierung, Bester animierter Kurzfilm, für We Can’t Live Without Cosmos